# Monthly Notices of the Royal Astronomical Society
Monthly Notices of the Royal Astronomical Society (abbreviato in MNRAS) è una delle più antiche e importanti pubblicazioni scientifiche  nell'ambito dell'astronomia e dell'astrofisica. A dispetto del nome, la rivista non è mensile e non raccoglie più le notizie della Royal Astronomical Society (RAS).

## Storia
Fu fondato il 9 febbraio 1827 col titolo Monthly Notices of the Astronomical Society of London. Ben presto cambiò il suo titolo, dal momento che la Astronomical Society of London divenne la Royal Astronomical Society, e ne pubblicò le ricerche fino al 1960, quando passarono di competenza prima al Quarterly Journal of the Royal Astronomical Society (1960-1996), poi ad Astronomy & Geophysics (dal 1997). Fino al 1965 la rivista è stata pubblicata all'interno della società (RAS), mentre dal 1965 al 2012 è stata pubblicata dalla Blackwell Publishing, che pubblicava annualmente trentasei ricerche divise in nove volumi. In tempi più recenti, è stata pubblicata dalla Oxford University Press.

## Contenuti
La rivista pubblica articoli precedentemente sottoposti al processo di revisione paritaria (in lingua inglese peer review). Questi si dividono in papers, che non hanno particolari limiti di lunghezza, e letters, pubblicati più velocemente ma limitati a massimo cinque pagine.
I contenuti della rivista sono ad accesso aperto. Le versioni degli articoli scaricabili in formato PDF sono rese disponibili tramite l'Astrophysics Data System 36 mesi dopo la loro pubblicazione. MNRAS consente agli autori degli articoli l'autoarchiviazione in pagine web personali, depositi istituzionali e sul server di astrofisica ArXiv. Gli autori non assegnano il copyright alla RAS o a Blackwell Publishing, ma gli viene richiesto di garantire una licenza esclusiva per l'articolo prima della sua pubblicazione.